# 维拉 (阿列日省)
维拉（法語：Vira，法語發音：[viʁa]）是法国阿列日省的一个市镇，属于帕米耶区。

## 地理
维拉（43°3'5"N, 1°45'32"E）面积5.28 平方千米，位于法国奧克西塔尼大區阿列日省，该省份为法国西南部内陆省份，西部和北部与上加龙省接壤，东临奥德省，东南至东比利牛斯省接壤，南与安道尔和西班牙接壤。
与维拉接壤的市镇（或旧市镇、城区）包括：阿尔维尼亚、卡尔藏、丹村、里约克罗斯、维维耶斯。

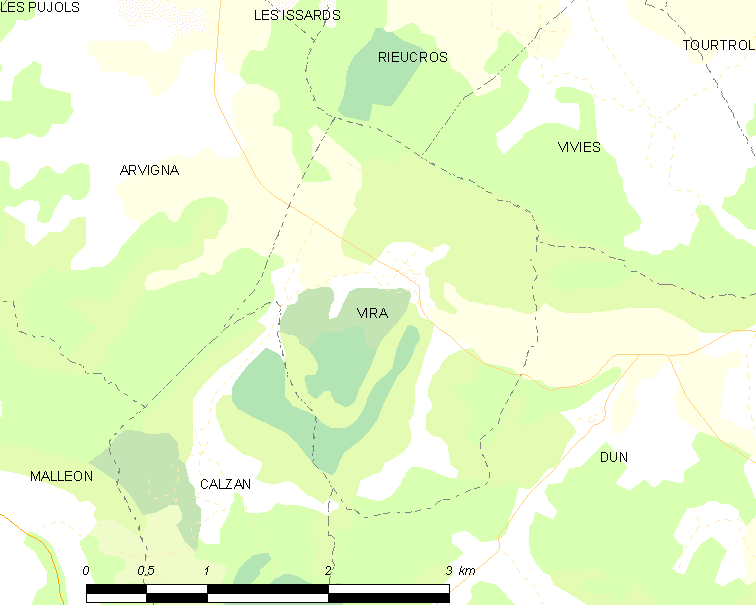
的OSM定位图

维拉的时区为UTC+01:00、UTC+02:00（夏令时）。

## 行政
维拉的邮政编码为09120，INSEE市镇编码为09340。

## 政治
维拉所属的省级选区为阿列日河谷县。

## 人口

1962-2008年间人口变化图示

维拉于2022年1月1日时的人口数量为158人。